# Bureau of Ordnance
Le Bureau of Ordnance (parfois abrégé BuOrd) était l'organisation de l'United States Navy responsable de la fourniture, du stockage et du déploiement de l'armement naval entre 1862 et 1959.

## Histoire
Le 5 juillet 1862, un acte établit la création du Bureau of Ordnance, qui remplace le Bureau of Ordnance and Hydrography ; les activités hydrographiques sont alors transférées au Bureau of Navigation. Il reste en activité jusqu'au 18 août 1959, date à laquelle est créé le Bureau of Naval Weapons (en) qui dépend du département de la Marine des États-Unis.